# Creu de Tau
La creu de Tau és una creu llatina abscissa a la qual manca l’extremitat superior. Te la forma de la lletra grega tau (Τ τ). En llatí és anomenada crux commissa. Sovint és representada en forma patent curvilínia i concavada.
Prové d’un símbol sagrat egipci, en forma de creu egípcia o creu de tau, que porten a la mà algunes divinitats egípcies representades en monuments funeraris per a significar el triomf de la vida sobre la mort. Fou adoptada pels cristians coptes, anomenada crossa o creu de Sant Antoni.